# Orivesi (miasto)
Orivesi − miasto w Finlandii, w prowincji Finlandia Zachodnia, w regionie Pirkanmaa. W 2010 liczyło 9 627 mieszkańców.